# Gavin James
Gavin James, pseudonimo di Gavin Wigglesworth (Dublino, 5 luglio 1991), è un cantautore irlandese. Nella sua carriera ha pubblicato 4 album in studio e 1 album live.

## Biografia
Wigglesworth è nato e cresciuto in una famiglia molto legata al mondo della musica: il suo bisnonno era un cantante d'opera, mentre suo nonno era un comico e musicista. All'età di 8 anni, l'artista entrò a far parte di una rock band insieme ad altri bambini. L'esperienza del gruppo fu breve, tuttavia Wigglesworth continuò a scrivere e incidere musica durante tutta l'adolescenza.
Nel 2013, all'età di 21 anni, l'artista pubblica in maniera completamente indipendente il suo singolo di debutto Say Hello. Il brano attira le attenzione di pubblico e critica e vince il Meteor Choice Award for Song of the Year. Questo gli permette di ottenere l'attenzione della Capitol Records, con cui firma il suo primo contratto discografico. Nel 2014 pubblica il singolo The Whole of Book e l'EP Remember Me. Nel 2015 pubblica altri singoli e gli EP For You e The Book of Love.
Nei mesi successivi apre concerti per artisti di successo come Sam Smith, Tori Kelly, Kodaline e Ed Sheeran. Nel novembre 2015 pubblica l'album di debutto Bitter Pill, il cui titolo omaggia il grande successo di Alanis Morissette Jagged Little Pill. Il singolo di lancio dell'album, la title track, vince il premio di miglior canzone dell'anno durante i Choice Music Prize, mentre l'album raggiunge la posizione numero 5 nella classifica irlandese. Segue la pubblicazione dell'album live Live at Whelans. Nel corso nel 2016 l'artista continua ad esibirsi in concerti e promuovere il suo album di debutto.
Nel 2017 pubblica alcuni singoli da solista e collabora con Alan Walker nel brano Tired e con Bliss n Eso nel brano Moments, con cui vince un ARIA Music Award nella categoria "video of the year". Nel 2018, dopo il successo del precedente album, pubblica il suo secondo lavoro Only Ticket Home, preceduto nel 2017 dai singoli I Don't Know Why e Heart On Fire. La promozione del disco si protrae fino al 2019. Nell'ottobre 2020 pubblica il suo quarto album Boxes. Nel dicembre 2020 pubblica il singolo Man On The Moon, a cui segue il suo terzo album Boxes, con cui raggiunge per la prima volta la vetta della classifica album irlandese.
Dopo aver pubblicato diversi singoli fra 2021 e 2022, nel luglio 2022 l'artista rende disponibile il suo quarto album in studio The Sweetest Part.

## Influenze musicali
Gavin James è cresciuto ascoltando molta musica insieme a sua sorella, prediligendo artisti come Cat Stevens, Bob Dylan e Sam Cooke.

## Discografia

### Album in stidio
- 2015 – Bitter Pill
- 2018 – Only Ticket Home

### Album dal vivo
- 2015 – Live at Whelans

### EP
- 2014 – Remember Me
- 2015 – For You
- 2015 – The Book of Love
- 2020 – Boxes

### Singoli
- 2013 – Say Hello
- 2014 – The Book of Love
- 2015 – For You
- 2015 – Bitter Pill
- 2015 – 22
- 2015 – Nervous
- 2016 – Nervous (The Ooh Song)
- 2017 – I Don't Know Why
- 2017 – Hearts on Fire
- 2018 – Always
- 2018 – Glow
- 2019 – Faces
- 2020 – Boxes
- 2020 – Man on the Moon
- 2021 – All for You
- 2021 – Sober
- 2021 – Greatest Hits
- 2022 – Jealous
- 2022 – Circles
- 2022 – The Sweetest Part

### Collaborazioni
- 2017 – Tired (con Alan Walker)
- 2017 – Moments (con Bliss n Eso)
- 2018 – Innocent (con Alok e Yves V)